# Roman Ivanovič Bagration
Roman Ivanovič Bagration (in russo Роман (Реваз) Иванович Багратион?, in georgiano რომან (რევაზ) ბაგრატიონი? Roman (Revaz) Bagrat'ioni) (Kizljar, 1778 – Tbilisi, 1834) è stato un generale georgiano dell'esercito imperiale russo.
Discendente dalla famiglia reale georgiana Bagrationi, fu fratello minore di Pëtr Ivanovič Bagration, famoso comandante russo attivo durante le guerre napoleoniche.
Era figlio del principe Ivan Aleksandrovich Bagration.

## Carriera
Nato a Kizljar, nel Daghestan, Roman Bagration si arruolò nel reggimento di Cosacchi Chuguevsk col grado di uryadnik (sottufficiale) all'età di 13 anni (1791). Fu impiegato la prima volta in azione durante la guerra russo-persiana (1796) sotto la guida di Valerian Aleksandrovič Zubov, e prese parte alla conquista di Derbent. Nel 1802 fece parte del reggimento di Ussari della Guardia imperiale come poručik, e combatté contro la Francia napoleonica durante la guerra della Terza coalizione del 1805. Su richiesta del fratello, giunse nel 1806 in Georgia per incontrarsi con una delegazione di nobili locali, i quali gli sottoposero una petizione che esprimeva insoddisfazione per l'amministrazione russa. Bagration fu prontamente richiamato dalla Georgia, ed unito all'esercito che stava agendo contro i francesi in Prussia (1807).
Nel 1809-1810 fu volontario nell'esercito del Danubio, e partecipò alla guerra contro l'Impero ottomano, promosso colonnello nel 1810. Durante l'invasione napoleonica della Russia (1812) fece parte del 3° esercito occidentale e combatté le battaglie di Kobryn, Brėst e Gorodečno. Per il valore dimostrato nella battaglia di Bautzen (1813) ricevette il grado di maggior generale. Fu presente agli assedi di Dresda, Amburgo e Harburg (1813-1814).
Tra il 1820 ed il 1830 operò in Caucaso, e prese parte alle guerre contro Turchi e Persiani. Nel 1827 giocò un ruolo importante nell'attacco ad Erevan, città armena sotto il controllo della Persia, e nel 1829 fu promosso al grado di tenente generale. Dopo la guerra si stabilì a Tbilisi, dove la sua casa fu frequentata dalla nobiltà locale ed ospitò, nel 1831, la prima esibizione pubblica di Che disgrazia l'ingegno!, commedia scritta da Alexander Griboyedov, in cui Bagration interpretò il ruolo del colonnello Skalozub.
Nel 1832 Bagration fu inviato in Abcasia dove si ammalò di febbre; morì a Tbilisi, in Georgia, nel 1834. Fu sepolto presso la chiesa di san Davide di Tbilisi.

## Famiglia
Roman Bagration si sposò con Anna Semënovna Ivanova (1799-1875), dalla quale ebbe cinque figli:
- Pëtr (1818-1876), statista, generale e scienziato;
- Ivan (1824-1860);
- Aleksandra (nata nel 1829; morta nell'infanzia);
- Anna;
- Elizaveta (morta nel 1867), sposata col barone generale Aleksandr Belendorf.